# Зелёный пакт для Европы
Зелёный пакт для Европы (также: Европейский зеленый курс) (the European Green Deal) — план достижения нулевого нетто-выброса парниковых газов и нулевого суммарного загрязнения окружающей среды путём перехода от использования ископаемых к возобновляемым источникам энергии и сырья в странах-членах Европейского союза (ЕС) к 2050 году. 
Целью мероприятий плана является борьба с глобальным потеплением и загрязнением окружающей среды. Принят Европейской комиссией 11 декабря 2019 года.
Запланировано использование автомобильного транспорта без загрязнения атмосферы, жилых домов с теплоизоляцией, современных систем отопления и экологически чистой электрической энергии. Разработаны экономические меры по переходу промышленности ЕС на экологические нормы, в том числе её защита от дешёвой импортной продукции дополнительными таможенными сборами, использование квот на выбросы парниковых газов.
Последние тенденции по «озеленению» практически всех сфер экономики и общественной жизни в Европейском Союзе оказывают воздействие и на политику ЕС в отношении своих соседей, включая страны Восточного партнерства (ВП). Включение экологических и климатических приоритетов в политики ЕС, увеличение/расширение их охвата, в том числе и на глобальном уровне, вызвано в первую очередь началом имплементации в ЕС Европейского зеленого курса (ЕЗК). В 2020 году аналитики отмечали, что ЕЗК будет иметь значительное воздействие именно на климатическую политику стран Восточного партнёрства, таких как Азербайджан, Беларусь, Армения, Грузия, Молдова и Украина. Климатическая политика стран ВП в последующие годы будет находиться под системным влиянием со стороны ЕС в сторону усиления её амбициозности.